# Quartier financier du roi Abdallah
 (août 2022).
Si vous disposez d'ouvrages ou d'articles de référence ou si vous connaissez des sites web de qualité traitant du thème abordé ici, merci de compléter l'article en donnant les références utiles à sa vérifiabilité et en les liant à la section « Notes et références ».
Le quartier financier du roi Abdallah, en anglais King Abdullah Financial District (KAFD), est un quartier d'affaires situé à Riyad en Arabie saoudite.